# Vibrante simple dental sonora
La vibrante simple dental sonora es un sonido consonántico presente en algunos idiomas hablados. El símbolo en el Alfabeto Fonético Internacional que representa este fonema es [ɾ̪] , que consiste en el símbolo de una vibrante simple alveolar sonora con el símbolo diacrítico que indica que es una consonante dental.

## Características
- Su forma de articulación es vibrante simple, lo que significa que se produce con una sola contracción de los músculos de forma que un articulador (normalmente la lengua) se lanza contra otro.
- Su modo de articulación es dental , lo que significa que se articula con la punta o la lámina de la lengua en los dientes superiores , denominados apical y laminal respectivamente .
- Su tipo de fonación es sonora, lo que significa que las cuerdas vocales vibran durante la articulación.
- Es una consonante central , lo que significa que se produce dirigiendo la corriente de aire a lo largo del centro de la lengua, en lugar de hacia los lados.
- El mecanismo de la corriente de aire es pulmonar , lo que significa que se articula empujando el aire únicamente con los músculos intercostales y el diafragma , como en la mayoría de los sonidos.

## Ocurre en
| Idioma | Palabra       | AFI       | Significado | Notas           |
| ------ | ------------- | --------- | ----------- | --------------- |
| Uzbeko | ёмғир/yomg‘ir | [ʝɒ̜mˈʁ̟ɨɾ̪] | 'lluvia'    | Denti-alveolar. |